# جیکوب آرمینیوس

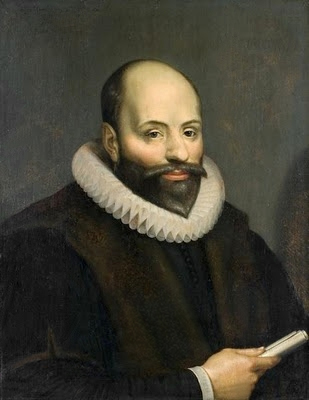
جیکوب آرمنینیوس

جیکوب آرمینیوس (اکتبر ۱۰، ۱۵۶۰ – اکتبر ۱۹، ۱۶۰۹) با نام اصلی یاکوب هرمانزون که با نام لاتینی آرمینیوس شناخته می‌شود از فیلسوفان مسیحی بود. پیروان او بنام آرمینیوسیها شهرت یافتند.

## زندگی
آرمینیوس در اودواتر استان اوترخت هلند به دنیا آمد و در نوجوانی والدین خود را از دست داد. پدرش هرمن (نام آرمینیوس لاتین شدهٔ Hermanszoon و بمعنی فرزند هرمن) وفات کرد و زن بیوه‌اش را با کودکی خردسال تنها گذاشت. مادرش نیز در سال ۱۵۷۵ و در جریان قتل‌عام اسپانیایی در اودواتر جان خود را از دست داد.
پیشوای روحانی تئودور املیوس وی را به فرزند خواندگی پذیرفت و او را به مدرسه اوترخت فرستاد اما او نیز در سال ۱۵۷۴ وفات یافت. سپس رودولف اشنلیوس وی را به ماربورگ فرستاد و وی را قادر ساخت که بتواند در دانشگاه لیدن به مطالعه الهیات بپردازد.
وی الهیات را از تئودور دو بز -جانشین کالون و یکی از رهبران معترضان فرانسه- آموخت. در سال ۱۵۸۹ از وی خواسته شد تا از آموزه ژان کالون در مورد «ازپیش برگزیدگی» در برابر حملات «کورنهرت» دفاع کند؛ اما پس از داغ شدن بحث، دریافت که پیرو نگرش کورنهرت شده‌است.
آرمینیوس تا آخر عمر کوتاه خود در سال ۱۶۰۹ مورد تهاجم پیروان ژان کالون بود، اما از نظر خود دست برنداشت.

### نظریات
«عیسی راه نجات را فراهم کرده و هر که به او ایمان آورد نجات پیدا می‌کند و خدا هم از رستگاری کسانی که نجات پیدا می‌کنند آگاه است.»

## مرگ

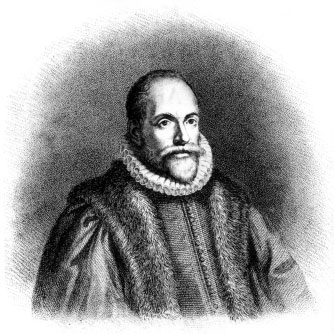
ژاکوبوس آرمینیوس، بنیاد دکترین. ژاکو آرمینیوس (1560-1609).

پس از وفات آرمینیوس در سال ۱۶۰۹، تفکرات او باقی‌ماند و پیروان او بنام آرمینیوسیها شهرت یافتند گرچه گاهی نیز با نام معترضین شناخته می‌شدند. پیروان او از هلند فراتر رفتند و در ممالک مختلف به نشر عقاید خود پرداختند؛ گرچه در هلند پرشورتر از سایر ممالک بودند.
آرمینیوسی‌ها همچنان در جدال با کالونی‌ها بودند تا اینکه در شورای دورت و پس از مناقشات بسیار هنگامی که حزب سیاسی مخالف آرمینیوس به قدرت رسید؛ دستور تشکیل شورایی را داد که مختص هلند نبود و جنبه فراملی داشت. در این شورا معترضین محکوم شدند و آراء ایشان مردود اعلام شد و از این شورا به بعد کم‌کم روبه فراموشی رفتند.